# مينا أحدي
مينا أحدي (بالألمانية: Mina Ahadi)‏ (1956 م - الآن). هي ناشطة حقوقية نمساوية من أصل إيراني، وهي كذلك ناشطة سياسية شيوعية إذ أنَّها عضو اللجنة المركزية والمكتب السياسي لحزب العمال الشيوعي الإيراني وهي من المناهضين لحكم الإعدام.